# Руденька (Емильчинский район)
Руденька (укр. Руденька) — село на Украине, находится в Емильчинском районе Житомирской области.
Код КОАТУУ — 1821755103. Население по переписи 2001 года составляет 570 человек. Почтовый индекс — 11202. Телефонный код — 4149. Занимает площадь 0,694 км².

## Адрес местного совета
11200, Житомирская область, Емильчинский р-н, пгт Емильчино, ул. Соборная, 51